# جايسون شيغا
جايسون شيغا (بالإنجليزية: Jason Shiga)‏ هو رسام كارتون أمريكي، ولد في 1976 في أوكلاند في الولايات المتحدة.

## وصلات خارجية
- الموقع الرسمي